# Église luthérienne de la Résurrection de Paris
Ne doit pas être confondu avec Église de la Résurrection de Strasbourg.
L'église luthérienne de la Résurrection de Paris est un édifice religieux situé 6 rue Quinault dans le 15e arrondissement de Paris. La paroisse, fondée en 1866, est membre de l'Église protestante unie de France.

## Histoire
L'église protestante est construite sous le Second Empire par les services du préfet de la Seine, le baron Haussmann, lui-même de confession luthérienne. Dans l'ancienne commune populaire de Vaugirard, devenu en 1860 le quartier Saint-Lambert de Paris, il fait également édifier de part et d'autre de l'église une nouvelle école élémentaire.
L'ensemble est inauguré le 7 janvier 1866, en présence de l'architecte de la ville et protestant Victor Baltard. Le président du consistoire luthérien de Paris, le pasteur Louis Meyer, consacre l'église puis le pasteur Mettetal donne la prédication.
L'orgue construit par Aristide Cavaillé-Coll par 1966 est resté en place jusqu'à aujourd'hui. Il est à traction mécanique, deux claviers de 54 notes et un pédalier de 30 notes, et peut exprimer 11 jeux.
La communauté grandit avec l'afflux de réfugiés alsaciens qui suit la guerre franco-allemande de 1870.
En 1926, l'école publique compte 200 élèves apprenant des métiers artisanaux. En 1926, la ville de Paris concède ces locaux à la Fondation Léonard Rosenthal qui y installe une école technique privée pour jeunes filles, dite « école Rachel ». En 1940, l'école Rachel continue à fonctionner au no 8 tandis qu'un Centre de formation professionnelle d'État est créé au no 10. En janvier 1945, l'école Rachel disparait et s'installe définitivement le Centre d'apprentissage d'État, qui devient le lycée d'enseignement professionnel Brassaï en 1970.

## Architecture
L'architecte Eugène Godeboeuf dessine une façade de style néo-roman. Sur le portail s'inscrit une Bible ouverte, symbole alors habituel des temples protestant. On y lit sur la page de gauche « La Sainte Bible » et à droite « La parole de Dieu demeure éternellement », une citation tirée de la première épître de Pierre, chapitre un, verset 25. La Bible repose sur une représentation d'une palme de martyr, et est surmonté d'une étoile à six branches.